# Budkovce
Budkovce (slowakisch bis ins 19. Jahrhundert „Butkovce“; ungarisch Butka) ist eine Gemeinde im Osten der Slowakei, mit 1505 Einwohnern (Stand 31. Dezember 2024). Administrativ gehört sie zum Okres Michalovce, der ein Teil des Bezirks Košický kraj ist. 

## Geographie

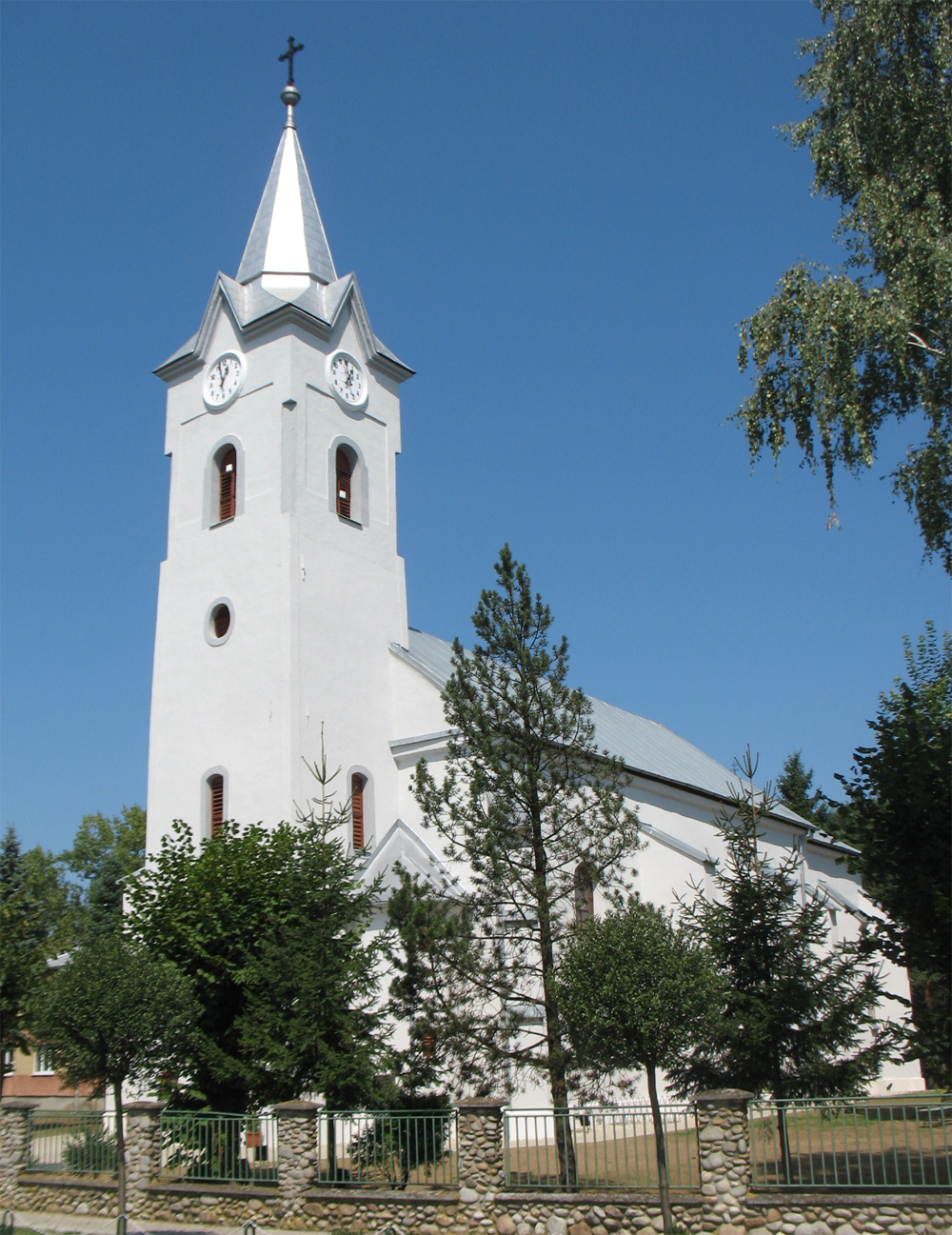
Kirche in Budkovce

Die Gemeinde liegt im Herzen des Ostslowakischen Tieflands am Flüsschen Duša. Weiter nach Osten fließt der Laborec. Budkovce ist 16 Kilometer von Michalovce entfernt.
Verwaltungstechnisch gliedert sich die Gemeinde in die Gemeindeteile Budkovce und Dolný les.

## Geschichte
Der Ort wurde zum ersten Mal 1314 als Bwtka schriftlich erwähnt. Budkovce war Sitz der örtlichen Familie Buttkay, die den Ort besaßen und eine Burg errichten ließen, die jedoch im 15. Jahrhundert wieder zerstört wurde. Vom 14. bis zum 19. Jahrhundert entwickelte sich der Ort als ein Städtchen, in dem Landwirtschaft und Handwerke dominierten. Seit dem 16. Jahrhundert wechselte der Ort seine Junkern. 1828 hatte die Gemeinde 168 Häuser und 1275 Einwohner.
Bis 1919 gehörte der im Komitat Semplin liegende Ort zum Königreich Ungarn und kam danach zur Tschechoslowakei.
Zu den Sehenswürdigkeiten gehört ein Landschloss der Familie Buttkay aus dem Jahr 1617 sowie die römisch-katholische Kirche der Dreifaltigkeit, ursprünglich aus dem 14. Jahrhundert.

## Bevölkerung
| Jahr:                | 1994. | 2004.   | 2014.   | 2024. |
| -------------------- | ----- | ------- | ------- | ----- |
| Anzahl der Personen: | 1552  | 1476    | 1505    | 1505  |
| Unterschied:         |       | -4,89 % | +1,96 % | +0 %  |

| Jahr:                | 2023. | 2024.   |
| -------------------- | ----- | ------- |
| Anzahl der Personen: | 1490  | 1505    |
| Unterschied:         |       | +1,00 % |